# Nissi (obec)
Obec Nissi (estonsky Nissi vald) je bývalá samosprávná jednotka estonského kraje Harjumaa. Byla zrušena při správní reformě v roce 2017 a začleněna do samosprávné obce Saue.

## Sídla
Na území zrušené obce žije přes tři tisíce obyvatel ve dvou městečkách (Turba a Riisipere) a sedmnácti vesnicích (Aude, Ellamaa, Jaanika, Kivitammi, Lehetu, Lepaste, Madila, Munalaskme, Mustu, Nurme, Odulemma, Rehemäe, Siimika, Tabara, Vilumäe, Viruküla a Ürjaste). Správním centrem obce bylo městečko Riisipere. 

## Pamětihodnosti
V katastru vesnice Vilumäe se nachází komplex budov někdejšího zámku Riisipere.